# Segundo Banco de los Estados Unidos
El Segundo Banco de los Estados Unidos fue el segundo banco nacional hamiltoniano autorizado por el gobierno federal. Ubicado en Filadelfia, Pensilvania, estuvo en funcionamiento desde febrero de 1816 hasta enero de 1836. El nombre formal del banco, de acuerdo con la sección 9 de su estatuto aprobado por el Congreso, era "El Presidente, Directores y Compañía del Banco de los Estados Unidos." Mientras que otros bancos en los EE. UU. solo tenían permitido tener sucursales en un estado, este estaba autorizado a tener sucursales en múltiples estados y prestar dinero al gobierno de EE. UU.. 
Era una corporación privada con funciones públicas. Manejaba todas las transacciones fiscales para el gobierno de los EE. UU. y era responsable ante el Congreso y el Departamento del Tesoro de los EE. UU.. El veinte por ciento de su capital era propiedad del gobierno federal, el mayor accionista del banco. Cuatro mil inversores privados poseían el 80% del capital del banco, incluidos tres mil europeos. La mayor parte de las acciones estaban en manos de unos cientos de estadounidenses ricos. En su tiempo, era la corporación financiera más grande del mundo.
La función esencial del banco era regular el crédito público emitido por las instituciones bancarias privadas a través de los deberes fiscales que realizaba para el Tesoro de los Estados Unidos y establecer una moneda nacional sólida y estable. Los depósitos federales dotaron al banco de su capacidad reguladora.
Siguiendo el modelo del Primer Banco de los Estados Unidos diseñado por Alexander Hamilton, el Segundo Banco fue constituido por el presidente James Madison en 1816 y, el 7 de enero de 1817, comenzó a operar en su sucursal principal en Filadelfia en 1832, administraba 25 sucursales en todo los EE. UU..
Los esfuerzos por renovar los estatutos del banco colocaron a la institución en el centro de las elecciones presidenciales de Estados Unidos de 1832, en las que el presidente del banco, Nicholas Biddle, y los republicanos nacionales probancarios dirigidos por Henry Clay se enfrentaron con los partidarios del "dinero duro", la administración de Andrew Jackson y los intereses bancarios del este en la Guerra bancaria. Al no conseguir una relanzamiento, el Segundo Banco de los Estados Unidos se convirtió, en 1836, en una corporación privada, y, en 1841, sufrió liquidación.

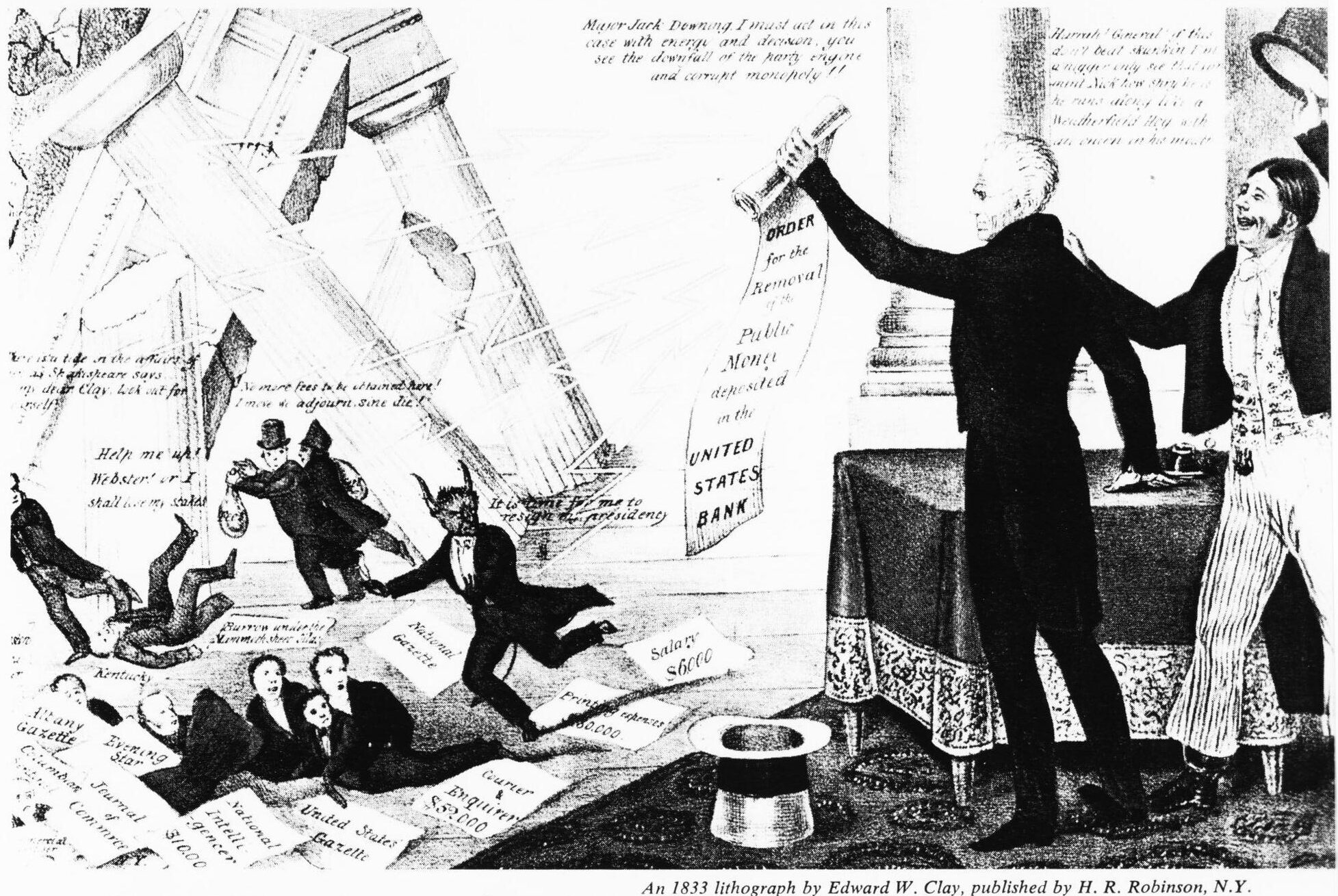
Caricatura democrática que muestra a Jackson destruyendo el supuesto «banco del diablo», en referiencia al segundo banco de los Estados Unidos.

## Historia

### Establecimiento
A principios del siglo XIX, el apoyo político a la reactivación de un sistema bancario nacional, que se había interrumpido en 1811 con la extinción de la licencia del Primer Banco de los Estados Unidos para actuar como banco nacional, era más fuerte entre los congresistas del norte de Estados Unidos, que se oponían al agrarismo jeffersoniano, apoyado por los congresistas del sur de Estados Unidos. En este contexto, los congresistas del norte abogaban por transformar el país reforzando la industrialización y el sistema financiero.  
Tras la Guerra anglo-estadounidense (1812-1815), el gobierno federal sufría el desorden de una moneda no regulada y la falta de orden fiscal; los intereses empresariales buscaban mayor seguridad en los bonos del Estado. En este contexto, se formó una alianza para fundar un nuevo banco nacional.
El periodo posterior a la guerra anglo-estadounidense de 1812 se conoció como la Era de los Buenos Sentimientos, en la que se redujeron las tensiones políticas entre norteños y sureños. Este clima político  favoreció el desarrollo de programas e instituciones nacionales, como el establecimiento del arancel proteccionista de 1816, las obras públicas y la autorización de un nuevo banco nacional siguiendo el modelo del Primer Banco de Estados Unidos.  
En el Sur y el Oeste, el apoyo a la creación de un nuevo banco nacional estuvo encabezado por nacionalistas republicanos como John C. Calhoun, de Carolina del Sur, y Henry Clay, de Kentucky.   En este contexto, el 10 de abril de 1816, el presidente James Madison firmó la Ley de creación del Segundo Banco de los Estados Unidos.
Tras aprobarse la creación del Segundo Banco de los Estados Unidos, Calhoun y Clay consiguieron que se aprobara un proyecto de ley para destinar parte de los beneficios del Banco a un fondo para realizar obras públicas en carreteras y canales de navegación, pero el proyecto, a pesar de ser aprobado por el Congreso, fue vetado por el presidente James Madison, que lo consideró inconstitucional.
La oposición a la creación del Segundo Banco de los Estados Unidos fue doble:
- los Viejos Republicanos,[32] liderados por John Taylor de Caroline y John Randolph de Roanoke,[33] que caracterizaban al Segundo Banco como constitucionalmente ilegítimo; y una amenaza directa para el agrarismo jeffersoniano, la soberanía estatal y la institución de la esclavitud. En este contexto, Taylor declaró: "si el Congreso puede constituir un banco, puede emancipar a un esclavo";[34][35] y
- los bancos privados, que operaban con o sin licencias estatales, que se oponían a los efectos reguladores del banco nacional[36] y que, en 1811, habían logrado impedir la renovación de la licencia del Primer Banco de los Estados Unidos.[37][38][39]

Estas fuerzas políticas desempeñaron un papel importante en el debilitamiento de la institución durante la presidencia de Andrew Jackson (1829-1837).

### Funciones económicas
Aunque el Segundo Banco era un banco nacional, no cumplía las funciones de un banco central moderno, ya que no definía la política monetaria, ni regulaba los bancos privados, ni guardaba sus excedentes de reservas, ni actuaba como prestamista de última instancia.
El banco se creó en medio de grandes cambios en el mercado mundial, que se estaban produciendo a medida que Europa se recuperaba de las Guerras Napoleónicas (1803-1815). 
Poco después de su fundación, fue acusado de restringir la emisión incontrolada de billetes de banco por parte de instituciones bancarias privadas -que ya estaba en marcha - y que amenazaba con crear una burbuja crediticia que podría desembocar en un colapso financiero.
En aquella época, se estaban produciendo grandes ventas de tierras por parte del Gobierno en el oeste de Estados Unidos (véase: (Marcha hacia el Oeste (EE. UU.)), fenómeno que contribuyó a alimentar una burbuja especulativa. En ese contexto, la existencia de un banco nacional era de gran importancia para que la riqueza depositada por los empresarios del este del país pudiera financiar las actividades agrícolas del oeste. 
En los primeros años, el Segundo Banco no controló adecuadamente la emisión de billetes por parte de sus filiales bancarias en el oeste y el sur de Estados Unidos, lo que contribuyó al auge inmobiliario especulativo que siguió a la Guerra Angloamericana (1812-1815). 
Este auge inmobiliario desembocó en el Pánico de 1819, que fue la primera crisis financiera generalizada y duradera de Estados Unidos que frenó la expansión agrícola hacia el oeste en el Cinturón Algodonero y fue seguida de un colapso general de la economía estadounidense que persistió hasta 1821. 
En ese contexto, el Segundo Banco fue duramente criticado por, tras el Pánico de 1819, haber adoptado políticas crediticias más restrictivas, que provocaron un desempleo masivo y la caída del valor de las propiedades.  Además, se descubrió que los directores de las sucursales de Baltimore habían estado implicados en fraudes y robos.
Los efectos fueron catastróficos, dando lugar a una prolongada recesión con desempleo masivo y una fuerte caída del valor de las propiedades que persistió hasta 1822. La crisis financiera suscitó dudas entre el público estadounidense sobre la eficacia de los bonos emitidos por los bancos.
A raíz de este descontento generalizado, durante la década de 1830, los demócratas jacksonianos contrarios al Segundo Banco impulsaron y reforzaron sus críticas al Segundo Banco.
Después de 1823, el banco evolucionó hasta convertirse en una poderosa institución que produjo un sistema fuerte y sólido de crédito y moneda nacionales. 

### La guerra bancaria de Jackson
Artículo principal: Guerra Bancaria
En 1829, en el momento de la toma de posesión de Andrew Jackson, el Segundo Banco parecía tener una base sólida. La Corte Suprema de los Estados Unidos había afirmado su constitucionalidad en McCulloch v. Maryland, el caso de 1819 que Daniel Webster había defendido exitosamente en su nombre una década antes. Además el Departamento del Tesoro reconoció los útiles servicios que brindaba y la moneda estadounidense estaba sana y estable. En este contexto, la percepción pública del banco nacional era en general positiva. 
En diciembre de 1829, el Segundo Banco fue atacado por primera vez por la administración de Andrew Jackson, con el argumento de que no había logrado producir una moneda nacional estable y que carecía de legitimidad constitucional.   Ambas las cámaras del Congreso defendieron los precedentes históricos de la constitucionalidad del banco y su papel fundamental en el suministro de una moneda uniforme. Jackson rechazó estos hallazgos y en privado caracterizó al banco como una institución corrupta, peligrosa para las libertades estadounidenses.
Biddle, que, desde 1823, era el presidente del Segundo Banco, hizo, sin éxito, repetidas propuestas a Jackson y su gabinete para asegurar un compromiso sobre la renovación del banco (que expiraría en 1836).  Jackson y las fuerzas antibancarias persistieron en su condena del banco,  provocando una campaña temprana de renovación de la licencia del Segundo Banco por parte de los Republicanos Nacionales pro-bancos liderados por Henry Clay.  El ultimátum político de Clay a Jackson —con el apoyo político y financiero de Biddle  —provocó la guerra bancaria  y colocó el destino del banco en el centro de campaña electoral presidencial de 1832.
Jackson movilizó su base política vetando el proyecto de ley de renovación de la licencia del Segundo Banco y, manteniendo el veto. Después de eso, ganó fácilmente la reelección con su plataforma antibancaria. Jackson procedió a destruir el banco como fuerza financiera y política eliminando sus depósitos federales,   y en 1833, los ingresos federales se desviaron a bancos privados seleccionados por orden ejecutiva, poniendo fin a la función reguladora del Segundo Banco. 
Con la esperanza de obtener un rescate del banco, Biddle provocó una crisis financiera de corta duración  que inicialmente se atribuyó a la acción ejecutiva de Jackson.  En 1834, se desarrolló una reacción general contra las tácticas de Biddle, que puso fin al pánico,  y se abandonaron todos los esfuerzos de recarga.
=== Fin de la licencia =febrero de 1836, el banco se convirtió en una corporación privada según la ley de Pensilvania. Se produjo una escasez de divisas fuertes, que provocó el pánico de 1837 y que duró aproximadamente siete años. El banco suspendió los pagos desde octubre de 1839 hasta enero de 1841, y de forma permanente en febrero de 1841. Luego inició un largo proceso de liquidación, complicado por demandas, que terminó en 1852 cuando asignó sus activos restantes a fideicomisarios y entregó el estatuto estatal.

## Términos de la licencia
El Segundo Banco era el banco nacional de Estados Unidos, comparable al Banco de Inglaterra y al Banco de Francia, con una distinción clave: el gobierno de Estados Unidos poseía una quinta parte (20 por ciento) de su capital. Mientras que otros bancos nacionales de esa época eran totalmente privados, el Segundo Banco era más característico de un banco gubernamental.
Según sus estatutos, el banco tenía un límite de capital de 35 millones de dólares, de los cuales 7,5 millones representaban la participación de propiedad del gobierno. A cambio del privilegio de utilizar los fondos públicos, sin intereses, en sus proyectos de banca privada, se le exigió que remitiera, al gobierno, un pago de "bonificación" de 1,5 millones de dólares, pagadero en tres cuotas. 
La institución era responsable de su desempeño ante al Departamento del Tesoro y el Congreso de los Estados Unidos y estaba sujeta a la inspección del Departamento del Tesoro.
Como agente fiscal exclusivo del gobierno federal,  el Segundo Banco proporcionó una serie de servicios como parte de su estatuto, incluida la tenencia y transferencia de todos los depósitos estadounidenses, el pago y la recepción de todas las transacciones gubernamentales y el procesamiento de pagos de impuestos. En otras palabras, el banco era "el depositario del gobierno federal, que era su principal accionista y cliente". 
El personal jefe del banco estaba compuesto por 25 directores, cinco de los cuales fueron nombrados por el presidente de los Estados Unidos, sujeto a la aprobación del Senado. A los directores designados a nivel federal se les prohibió actuar como funcionarios en otros bancos. Entre estos directores gubernamentales se eligieron dos de los tres presidentes del Banco, William Jones y Nicholas Biddle.
Con sede en Filadelfia, el banco estaba autorizado a establecer sucursales donde lo considerara adecuado, y éstas estaban inmunes a los impuestos estatales.

## Mecanismos regulatorios
La principal tarea regulatoria del Segundo Banco, según lo establecido, en 1816 por el Congreso de los EE. UU., era frenar la proliferación desinhibida de billetes de banco por parte de prestamistas estatales o privados, que era altamente rentable para estas instituciones.
En esta capacidad, el banco presidiría esta democratización del crédito,  contribuyendo a un desembolso vasto y rentable de préstamos bancarios a agricultores, pequeños fabricantes y empresarios, fomentando una expansión económica rápida y saludable. El historiador Bray Hammond describe el mecanismo mediante el cual el banco ejerció su influencia antiinflacionaria:
Al recibir los cheques y billetes de los bancos locales depositados en el [Banco] por los recaudadores de ingresos del gobierno, el [Banco] tenía que volver constantemente a los bancos locales para liquidar las cantidades que exigían los cheques y los billetes. Tenía que hacerlo porque ponía esas cantidades inmediatamente a disposición del Tesoro, dondequiera que lo deseara. Dado que la liquidación por parte de los bancos locales se hacía en especie, es decir, monedas de plata y oro, la presión para la liquidación regulaba automáticamente los préstamos bancarios locales: cuanto más prestaban los bancos locales, mayor era la cantidad de billetes y cheques en uso y mayores eran las sumas que tenían que pagar en especie. Esta pérdida de especie redujo su poder para prestar.
Bajo este régimen bancario, se evitaría, o al menos se mitigaría, el impulso hacia la sobreespeculación, con el riesgo de crear una crisis financiera nacional.  Fue precisamente este mecanismo el que los bancos privados locales encontraron objetable, porque unía sus estrategias crediticias a las operaciones fiscales del gobierno nacional, exigiéndoles mantener reservas adecuadas de oro y plata para cubrir sus deudas y obligaciones con el Tesoro de los EE. UU.. La proliferación de instituciones bancarias del sector privado – de 31 bancos en 1801 a 788 en 1837  – significó que el Segundo Banco enfrentó una fuerte oposición de este sector durante la administración de Jackson.